# 무주 동계 올림픽 구상
이하는 과거 무주 동계올림픽의 유치 구상에 대하여 다룬다.

## 개요
1992년 북한이 1995년 개최하기로 했던 제3회 동계아시아경기대회를 포기하였다. 이에 대회의 국내 유치 논의가 있었고 전라북도의 무주와 강원도의 용평(평창) 등이 후보지로 떠올랐다. 두 지역의 경쟁 끝에 결과적으로 전북은 1997년 제18회 동계유니버시아드대회를, 강원은 1999년 제4회 동계아시아경기대회를 유치하게 된다. 이후 두 대회는 각자의 목표인 동계올림픽을 위한 테스트이벤트의 성격을 띄게 되었다.
2000년대 들어 국가적으로 2010년 동계올림픽의 유치를 추진하며 전북(무주)은 강원(평창)과 다시 한번 경쟁하게 된다. 그 결과 국내 후보지로 선정된 평창은 공식 투표에서 캐나다의 밴쿠버에 패해 유치에 실패하였다. 이후 평창이 다시 2014년의 대회 유치를 추진하자 무주는 이전 선정 당시 2014년의 대회 후보지로 무주가 우선한다는 합의가 있었다며 반발하였다. 이와 비슷한 시기 태권도 공원의 장소가 무주로 결정되며 갈등이 일단락되었다. 한편 평창은 2014년과 2018년 대회 유치에 연이어 도전한 끝에 2018년 대회를 유치하게 된다.
2018년 동계올림픽을 앞두고 활강 종목 경기장이 들어설 가리왕산의 환경 문제가 부각되자 전북은 경기장의 신설 대신 무주리조트를 보완하여 활용하자고 주장하였다. 그러나 이는 실현되지 않았다.

## 2010년 동계 올림픽
강원도가 평창을 후보지로 앞세워 2010년 동계 올림픽 유치를 선언하자, 전라북도에서도 1997년 동계 유니버시아드의 개최지인 무주를 후보지로 앞세워 유치를 선언하였다. 지역적 대립 양상을 보이던 유지 후보 선정 과정이 2001년 11월 16일에 대한올림픽위원회에서 두 후보지를 공동 개최지로 결정하여 대립이 마무리 되는 듯 하였으나, 국제스키연맹이 무주에 대해 실사하여 부적격 판정을 하자 두 지역간의 대립 끝에 결국 2002년 1월 9일 대한올림픽위원회 임시위원회에서 평창을 주 개최지로 선정하였다. 그 후, 전라북도와 강원도, 그리고 대한올림픽위원회가 2014년 동계 올림픽 후보지 선정 과정까지 무주가 국제 시설기준을 충족하는 것을 전제로 하여, 2010년 동계올림픽 유치 도시는 무주가 평창에 양보하고, 그 대신 2014년 단독 유치 신청은 우선권을 갖는다는 합의문을 작성하여, 이 내용을 바탕으로 2010년 5월 25일에 대한올림픽위원회 제7차 상임위원회에서 평창의 단독 유치안을 통과하면서 2010년 동계 올림픽의 대한민국의 후보 도시는 평창으로 선정되었고, 2014년 동계 올림픽에서는 무주의 단독 유치 우선권을 인정하였다.

## 같이 보기
- 무주군
- 평창군